# Grzepnica
Grzepnica (do 1945 niem. Armenheide, także Armheide) – wieś w Polsce położona w województwie zachodniopomorskim, w powiecie polickim, w gminie Dobra (Szczecińska). Leży w Puszczy Wkrzańskiej, ok. 3 km na północny wschód od Dobrej i ok. 3 km na zachód od Bartoszewa.
Sołectwo Grzepnica stanowią 2 wsie: Grzepnica i Sławoszewo. Według danych urzędu gminy z 30 czerwca 2008 sołectwo miało 210 mieszkańców.
W Grzepnicy ma swoją siedzibę spółka akcyjna Read-Gene zajmująca się komercyjnym wykorzystaniem rezultatów badań nad nowotworami dziedzicznymi. Prezesem zarządu spółki jest prof. Jan Lubiński.

## Historia
Na terenach wsi Grzepnica odnotwano ślady osadnictwa z epoki kamiennej (1 obozowisko z późnego paleolitu, 6 z okresu mezolitycznego).
Wioska powstała w połowie XVIII w. na ziemiach wsi Wołczkowo, będących własnością szczecińskiego klasztoru św. Jana. W połowie XIX w. dobra ziemskie wsi składały się z dwu części: dóbr zakonnych Armenheide oraz ziem pobliskiej osady Johannishof (pol. Jutroszewo). Częścią Jutroszewa była osada Glashütte (pol. Huta Gunicka), w której – jak wskazuje na to jej nazwa – znajdowała się mała huta szkła. Areał ziem Grzepnicy w 1865 r. wynosił 3473 morgi, w tym 929 mórg ziem ornych, 1044 mórg łąk i 1337 mórg lasów. Inwentarz żywy Grzepnicy w tymże roku stanowiło 12 koni, 31 krów, 120 owiec i 4 świnie. Ponadto w Grzepnicy była także osada kolonistów, składająca się z 3 niepełnych gospodarzy oraz 6 zagrodników, którzy zatrudniali się w lesie. Ogółem mieszkały w Grzepnicy w 1865 r. 273 osoby w 12 domostwach.
W 1939 r. właścicielem Grzepnicy był Wilhelm Lünse.

### Przynależność administracyjna
- 1815–1866: Związek Niemiecki, Królestwo Prus, prowincja Pomorze
- 1866–1871: Związek Północnoniemiecki, Królestwo Prus, prowincja Pomorze
- 1871–1918: Cesarstwo Niemieckie, Królestwo Prus, prowincja Pomorze
- 1919–1933: Rzesza Niemiecka (Republika Weimarska), kraj związkowy Prusy, prowincja Pomorze
- 1933–1945: III Rzesza, prowincja Pomorze
- 1945–1975: Polska, województwo szczecińskie
- 1975–1998: Polska, województwo szczecińskie
- 1999 – teraz: Polska, województwo zachodniopomorskie, powiat policki, gmina Dobra

### Demografia
Ogólna liczba mieszkańców:
- 1925 – 145 mieszk.
- 1933 – 212 mieszk.
- 1939 – 202 mieszk.

### Komunikacja
Wieś jest skomunikowana ze Szczecinem, przez tę miejscowość kursuje autobus linii 221.